# Пепи Алос, Хорхе
Хо́рхе Пе́пи Ало́с (исп. Jorge Pepi Alós; род. 28 марта 1962 года, Кордова, Аргентина) — аргентинский пианист и композитор.

## Биография
Получил музыкальное образование в консерватории своего родного города, а в 1980 г. отправился для продолжения музыкального образования в Швейцарию, где учился у Эрика Годибера (композиция) и Эдит Фишер (фортепиано). Женившись на своей наставнице, выступал с ней дуэтом, записал два альбома с произведениями Шуберта и Брамса, а в 1990 г. супруги совместно основали фестиваль «Международная неделя фортепиано и камерной музыки» (фр. Semaine internationale de piano et de musique de chambre) в городе Блоне. Среди других записей Пепи-пианиста — сочинения Йозефа Гайдна, Роберта Шумана, Аарона Копленда, аргентинских композиторов.
Первый критический интерес привлекли к себе опера Пепи «Охота за сокровищами» (итал. La Caccia al Tesoro; 1992, по мотивам Дино Буццати) и вокальный цикл «Эстравагарио» (исп. Estravagario; 1993) на стихи Пабло Неруды. В дальнейшем Пепи Алос работал преимущественно в камерном жанре. Он также ведёт педагогическую работу в Швейцарии, Испании и Чили.